# Can’t Help Falling in Love
Can’t Help Falling in Love ist ein Popsong, der 1961 von George David Weiss, Hugo Peretti und Luigi Creatore für Elvis Presley geschrieben wurde.

## Entstehung
Can’t Help Falling in Love wurde 1961 von George David Weiss in Kooperation mit dem Produzenten- und Songschreiberduo Hugo & Luigi für Elvis Presley geschrieben. Der Song war für den Musikfilm Blue Hawaii gedacht und sollte zu einer bestimmten Stelle im Filmskript passen. In dieser Sequenz überreicht der gerade von seinem Wehrdienst in Europa zurückgekehrte Chad Gates (Elvis Presley) der Großmutter seiner Freundin eine Spieldose als Geschenk. Die Spieldose sollte laut dem Briefing eine europäisch angehauchte Melodie spielen, zu der Elvis Presley einen langsamen Song singt. Dies inspirierte das Team zu der Ballade Can’t Help Falling in Love, bei der Creatore und Weiss gemeinsam den Text erarbeiteten, während Peretti sich ausschließlich um die Melodie kümmerte, die auf dem französischen Lied Plaisir d’amour von Jean-Paul-Égide Martini aus dem 18. Jahrhundert basiert.

## Erfolg der Presley-Version
Elvis Presley wählte den Song aus mehreren Vorschlägen aus, und Can’t Help Falling in Love erschien am 1. Oktober 1961 auf der Single zum Film als B-Seite zum schnellen Rock-A-Hula Baby. In diesem Fall erwies sich die B-Seite einer Single erfolgreicher als die A-Seite, denn Can’t Help Falling in Love erreichte 1962 in den USA Rang 2 der Billboard-Pop-Charts, während Rock-A-Hula Baby Platz 23 belegte. Bis Ende 1962 fand die Single allein in den USA zwei Millionen Käufer. Das Stück war auch international in den Charts sehr erfolgreich und erreichte unter anderem Platz 1 in Australien, Südafrika und Großbritannien, Platz 2 in Schweden und Rang 4 in Kanada, Rang 11 in Italien und den Niederlanden sowie 22 in Deutschland.
Als Elvis Presley Ende der sechziger Jahre seine Hollywoodkarriere beendete und Live-Auftritte in das Zentrum seiner Karriere stellte, wählte er Can’t Help Falling in Love als Abschlussnummer seiner Konzerte. So ist die Ballade auf beinahe jedem Konzertmitschnitt aus den siebziger Jahren enthalten, so auch in dem per Satellit in über 40 Länder der Welt übertragene Fernsehspecial Aloha from Hawaii aus dem Jahr 1973 sowie Recorded Live on Stage in Memphis (1974). Des Weiteren ist der Song in der Interpretation Elvis Presleys in Filmen wie Coyote Ugly und Lilo & Stitch zu hören.

### Chartplatzierungen
| ChartsChartplatzierungen       | Höchstplatzierung | Wochen/ Monate |
| ------------------------------ | ----------------- | -------------- |
| Deutschland (GfK)              | 22 (1 Mt.)        | 1 Mt.          |
| Vereinigte Staaten (Billboard) | 2 (14 Wo.)        | 14 Wo.         |

| ChartsJahrescharts (1962)      | Platzierung |
| ------------------------------ | ----------- |
| Vereinigte Staaten (Billboard) | 57          |

### Auszeichnungen für Musikverkäufe
| Land/Region                  | Auszeichnungen für Musikverkäufe (Land/Region, Auszeichnung, Verkäufe) | Verkäufe  |
| ---------------------------- | ---------------------------------------------------------------------- | --------- |
| Dänemark (IFPI)              | Platin                                                                 | 90.000    |
| Deutschland (BVMI)           | Gold                                                                   | 300.000   |
| Italien (FIMI)               | Platin                                                                 | 100.000   |
| Neuseeland (RMNZ)            | 2× Platin                                                              | 60.000    |
| Spanien (Promusicae)         | Platin                                                                 | 60.000    |
| Vereinigte Staaten (RIAA)    | Platin                                                                 | 1.000.000 |
| Vereinigtes Königreich (BPI) | 2× Platin                                                              | 1.200.000 |
| Insgesamt                    | 1× Gold · 8× Platin ·                                                  | 2.810.000 |

Hauptartikel: Elvis Presley/Auszeichnungen für Musikverkäufe

## Die Version von UB40
Am 10. Mai 1993 veröffentlichten UB40 ihre Version von Can’t Help Falling in Love unter dem Titel (I Can’t Help) Falling in Love with You und erreichten damit im Vereinigten Königreich, den Vereinigten Staaten, Australien, den Niederlanden, Neuseeland und Schweden Platz eins der Charts. In den deutschen Singlecharts schaffte es die Coverversion auf Rang zwei und musste sich lediglich Mr. Vain von Culture Beat geschlagen geben. In den deutschen Airplaycharts konnte sich (I Can’t Help) Falling in Love with You sieben Wochen an der Chartspitze platzieren. In der Schweizer Hitparade erreichte die Single ebenfalls den zweiten Rang und musste hier auch Mr. Vain sowie What Is Love von Haddaway den Vortritt lassen.
Diese Version des Liedes fand im Film Sliver Verwendung.

### Chartplatzierungen
| ChartsChartplatzierungen       | Höchstplatzierung | Wochen |
| ------------------------------ | ----------------- | ------ |
| Deutschland (GfK)              | 2 (28 Wo.)        | 28     |
| Österreich (Ö3)                | 1 (16 Wo.)        | 16     |
| Schweiz (IFPI)                 | 2 (27 Wo.)        | 27     |
| Vereinigte Staaten (Billboard) | 1 (29 Wo.)        | 29     |
| Vereinigtes Königreich (OCC)   | 1 (16 Wo.)        | 16     |

| ChartsJahrescharts (1993)      | Platzierung |
| ------------------------------ | ----------- |
| Deutschland (GfK)              | 9           |
| Österreich (Ö3)                | 5           |
| Schweiz (IFPI)                 | 6           |
| Vereinigte Staaten (Billboard) | 3           |
| Vereinigtes Königreich (OCC)   | 2           |

### Auszeichnungen für Musikverkäufe
| Land/Region                  | Auszeichnungen für Musikverkäufe (Land/Region, Auszeichnung, Verkäufe) | Verkäufe  |
| ---------------------------- | ---------------------------------------------------------------------- | --------- |
| Australien (ARIA)            | 2× Platin                                                              | 140.000   |
| Deutschland (BVMI)           | Platin                                                                 | 500.000   |
| Frankreich (SNEP)            | Silber                                                                 | 125.000   |
| Japan (RIAJ)                 | Gold                                                                   | 50.000    |
| Neuseeland (RMNZ)            | 2× Platin                                                              | 60.000    |
| Österreich (IFPI)            | Gold                                                                   | 25.000    |
| Spanien (Promusicae)         | Gold                                                                   | 30.000    |
| Vereinigte Staaten (RIAA)    | Platin                                                                 | 1.000.000 |
| Vereinigtes Königreich (BPI) | Platin                                                                 | 600.000   |
| Insgesamt                    | 1× Silber · 3× Gold · 7× Platin ·                                      | 2.530.000 |

Hauptartikel: UB40/Auszeichnungen für Musikverkäufe

## Andere Coverversionen
Laut Autor Luigi Creatore wurde Can’t Help Falling in Love von mehr als 30 weiteren Künstlern gecovert, darunter von
- Al Martino
- Andrea Bocelli[21]
- Andy Williams
- A*Teens
- Barry Manilow
- Blackmore’s Night[22]
- Bob Dylan
- Bono
- Christine McVie
- Corey Hart
- Dead Moon[23]
- Doris Day
- Ed Sheeran
- Eels
- Fancy
- Hall & Oates
- Haley Reinhart
- Jacqueline Boyer
- Julio Iglesias
- Kenny Rogers
- Klaus Nomi
- Loona
- Luka Bloom
- Lys Assia
- Michael Bublé
- Pearl Jam
- Pentatonix
- Perry Como
- René Kollo[24]
- Richard Marx
- Rick Astley
- The McCoys
- Twenty One Pilots
- The Stylistics
- U2
- Zayn